# Los alrededores del tiempo

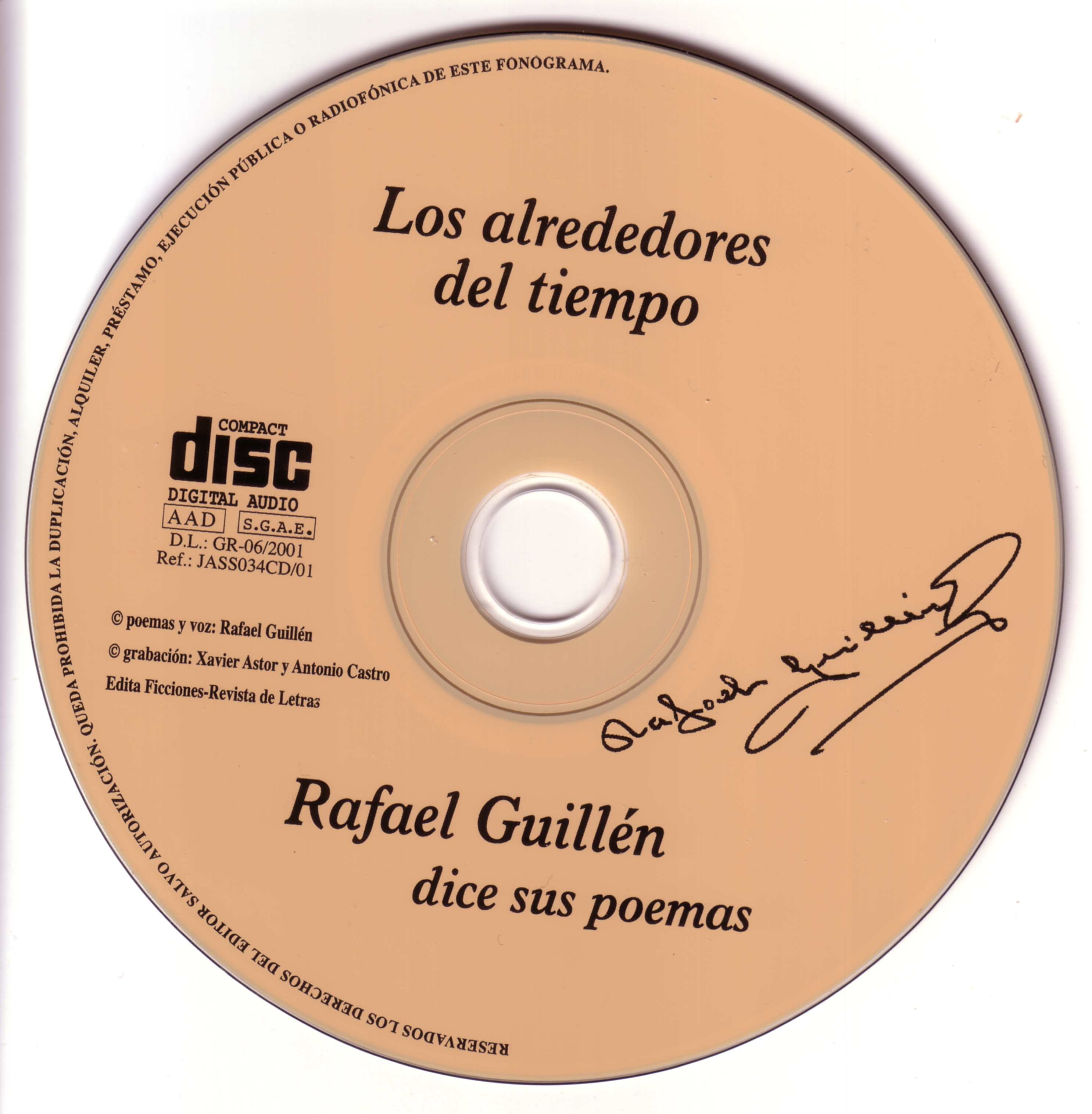
Galleta del CD "Los alrededores del tiempo. Rafael Guillén dice sus poemas".

Los alrededores del tiempo (Rafael Guillén dice sus poemas) es título y subtítulo del primer registro fonográfico del poeta Rafael Guillén, Premio Nacional de Literatura en 1994. Publicado en CD en 2001, contiene una antología con 25 piezas de su obra. El álbum fue grabado en los estudios de Producciones Peligrosas en Granada (España) en mayo de 2000 y la masterización se efectuó en los mismos estudios entre mayo y junio de ese año. Varios cortes del disco han sido incorporados de forma audible a diferentes páginas web, como la personal del poeta o la fonoteca de la Biblioteca Virtual Miguel de Cervantes.

## Historia del registro
La lectura efectuada en 1999 por Rafael Guillén en una librería de Granada dio pie al músico y productor Xavier Astor para hacer un estudio de viabilidad en aras de producir un registro sonoro con la voz del poeta. El proyecto se diseñó como una antología de su obra que abarcara desde los años cincuenta hasta ese momento. Con la participación económica y vigilancia de textos de Antonio Castro y la asistencia técnica de Pablo Sánchez, se inician en mayo de 2000 las sesiones de grabación en los estudios de Producciones Peligrosas. Tras varias pruebas con moderna microfonía es desechada la primera sesión; finalmente optan por un micrófono Neuman U 47, a válvulas, del año 1955, con el que se efectúa la totalidad del registro. El proceso de masterización se prolonga hasta avanzado el mes siguiente. Durante el mismo se advierte, en el último corte del disco -Aquel puerto del norte-, un ruido metálico como el producido por una leve campana entre los versos:

Te esperaré, ya fuera
de las redes del tiempo, revistando
los barcos, que alinean
su desacompasado cabeceo
frente a los muelles; recontando torpe
y soñador sus oscilantes mástiles...

Aunque técnico y productor revisaron el mobiliario del estudio, los cables y los soportes de micrófono, no pudieron llegar a averiguar la procedencia del ruido. Sin embargo, pese a la facilidad que ofrecía su eliminación, el productor decidió que el sonido guardaba similitud con el choque lejano de los mosquetones de velamen contra los mástiles de las embarcaciones y que, misteriosamente incorporado, debía permanecer en registro.
Con el soporte editorial de Ficciones-Revista de Letras, el propio productor recabó aportaciones financieras entre diferentes instituciones para su edición. Finalmente, el disco sale de los talleres portando, anejo, un cuadernillo del tamaño del CD con los textos de los poemas leídos y un índice de procedencia bibliográfica. Incorpora también una presentación del poeta, otra del productor y fotografías de Pedro Enríquez. Fue presentado en el salón de plenos del ayuntamiento de Granada el 4 de mayo de 2001.

## Cortes del disco
1. Pronuncio amor
2. Anclado en mi tristeza de profeta
3. Los esposos
4. Después del baile
5. Un gesto para el quinto aniversario de tu muerte
6. El origen
7. Cada mañana
8. Poema del no
9. Hoy no existe París
10. Signos en el polvo
11. Donde sonó una risa
12. Algo sucede
13. Adarga
14. Desguace
15. Lienzo
16. Zubia
17. Granada
18. Cristales empañados
19. Madrigal para tu cuello interminable
20. Madrigal para tu voz desmantelada
21. Madrigal de la luz irreverente
22. Que no me alumbra, amor
23. El corazón del hielo
24. Adversidades en la sombra
25. Aquel puerto del norte

## Instituciones participantes
- Ayuntamiento de La Zubia
- Diputación Provincial de Granada
- Ayuntamiento de Granada
- Junta de Andalucía